# When the Heart Rules
When the Heart Rules è un cortometraggio muto del 1912 diretto da Frank Beal.

## Produzione
Il film fu prodotto dalla Selig Polyscope Company.

## Distribuzione
Distribuito dalla General Film Company, il film - un cortometraggio di 225 metri - uscì nelle sale cinematografiche statunitensi il 12 aprile 1912. Nelle proiezioni, veniva programmato con il sistema dello split reel, accorpato in un'unica bobina con un altro cortometraggio prodotto dalla Selig, il documentario The Story of a Cocoanut.